# Frontière entre l'Algérie et l'Italie
 (mars 2021).
Si vous disposez d'ouvrages ou d'articles de référence ou si vous connaissez des sites web de qualité traitant du thème abordé ici, merci de compléter l'article en donnant les références utiles à sa vérifiabilité et en les liant à la section « Notes et références ».
La frontière entre l'Algérie et l'Italie est la frontière entièrement maritime entre l'Algérie et l'Italie en mer Méditerranée. Elle est l'une des frontières extérieures de l'espace Schengen côté de l'union européenne.
L'Italie et l'Algérie n'ont cependant pas trouvé d’accords pour le moment concernant leur frontière maritime. De ce fait, cette frontière est contestée par les deux États.
En septembre 2020, Le président du Conseil italien Giuseppe Conte avait essayé d’ouvrir les négociations entre les deux pays concernant la frontière maritime italo-algérienne avec le gouvernement algérien, lors d’une rencontre à Alger.